# Liga de Voleibol Superior Masculino 1987
La Liga de Voleibol Superior Masculino 1987 si è svolta nel 1987: al torneo hanno partecipato 15 franchigie portoricane e la vittoria finale è andata per la settima volta ai Plataneros de Corozal.

## Regolamento
La competizione vede le quindici franchigie partecipanti divise in due gruppi, detti Sezione A e Sezione B, e posti in posizione gerarchica tra loro:
- Nella Sezione A concorrono otto franchigie, che danno vita ad un girone all'italiana:

Le squadre classificate dal terzo al sesto posto accedono ai quarti di finale dei play-off scudetto, dove si affrontano accoppiate col metodo della serpentina al meglio delle cinque gare.
Le prime due classificate accedono direttamente alle semifinali dei play-off scudetto, che si disputano al meglio delle cinque gare, mentre la finale viene giocata al meglio delle sette gare.
Le ultime due classificate della Sezione A affrontano in gara unica le prime due classificate al termine dei play-off promozione, venendo accoppiate col metodo della serpentina e giocandosi in uno spareggio la permanenza o l'eventuale promozione nella massima sezione del torneo.
- Nella Sezione B concorrono sette franchigie, che danno vita ad un girone all'italiana:

Le prime quattro classificate accedono ai play-off promozione, dove vengono accoppiate col metodo della serpentina e si affrontano al meglio delle tre gare, mentre la finale viene giocata al meglio delle cinque gare.

## Squadre partecipanti[1]
| Sezione A: - Atléticos de San Germán - Bravos de Cidra - Caribes de San Sebastián - Changos de Naranjito - Criollos de Caguas - Patateros de Sabana - Plataneros de Corozal - San Lorenzo | Sezione B: - Cafeteros de Yauco - Criollos de Caguas - Gigantes de Adjuntas - Leones de Ponce - Leñeros de Lares - Montañeses de Utuado - Playeros de San Juan |

## Campionato[1]

### Sezione A

#### Regular season

##### Classifica
| Pos. | Squadra                  | Pt | G  | V  | P  | SV | SP | Ratio | PF | PS | Ratio |
| ---- | ------------------------ | -- | -- | -- | -- | -- | -- | ----- | -- | -- | ----- |
| 1    | Plataneros de Corozal    | 46 | 28 | 23 | 5  |    |    |       |    |    |       |
| 2    | Caribes de San Sebastián | 42 | 28 | 21 | 7  |    |    |       |    |    |       |
| 3    | Changos de Naranjito     | 38 | 28 | 19 | 9  |    |    |       |    |    |       |
| 4    | Atléticos de San Germán  | 30 | 28 | 15 | 13 |    |    |       |    |    |       |
| 5    | San Lorenzo              | 30 | 28 | 15 | 13 |    |    |       |    |    |       |
| 6    | Guayacanes de Guayanilla | 18 | 28 | 9  | 21 |    |    |       |    |    |       |
| 7    | Patateros de Sabana      | 14 | 28 | 7  | 21 |    |    |       |    |    |       |
| 8    | Bravos de Cidra          | 6  | 28 | 3  | 25 |    |    |       |    |    |       |

| Ai play-off scudetto |

#### Play-off

##### Round-robin

###### Tabellone
|  | Quarti di finale | Quarti di finale         | Quarti di finale         |                      |                         | Semifinali | Semifinali | Semifinali |  |  | Finale | Finale                | Finale |
|  |                  |                          |                          |                      |                         |            |            |            |  |  |        |                       |        |
|  | 1                | Plataneros de Corozal    |                          |                      |                         |            |            |            |  |  |        |                       |        |
|  |                  |                          |                          |                      |                         |            |            |            |  |  |        |                       |        |
|  |                  | 1                        | Plataneros de Corozal    | 3                    |                         |            |            |            |  |  |        |                       |        |
|  |                  |                          |                          | 3                    |                         |            |            |            |  |  |        |                       |        |
|  |                  | 5                        | Atléticos de San Germán  | 0                    |                         |            |            |            |  |  |        |                       |        |
|  | 4                | 5                        | Atléticos de San Germán  | 0                    | Atléticos de San Germán | 3          |            |            |  |  |        |                       |        |
|  | 4                |                          |                          |                      | Atléticos de San Germán | 3          |            |            |  |  |        |                       |        |
|  | 5                | San Lorenzo              | 2                        |                      |                         |            |            |            |  |  |        |                       |        |
|  |                  |                          |                          |                      |                         |            |            |            |  |  | 1      | Plataneros de Corozal | 4      |
|  |                  |                          | 3                        | Changos de Naranjito | 3                       |            |            |            |  |  |        |                       |        |
|  | 2                | Caribes de San Sebastián |                          |                      |                         |            |            |            |  |  |        |                       |        |
|  |                  |                          |                          |                      |                         |            |            |            |  |  |        |                       |        |
|  |                  | 2                        | Caribes de San Sebastián | 1                    |                         |            |            |            |  |  |        |                       |        |
|  |                  |                          |                          | 1                    |                         |            |            |            |  |  |        |                       |        |
|  |                  | 3                        | Changos de Naranjito     | 3                    |                         |            |            |            |  |  |        |                       |        |
|  | 3                | 3                        | Changos de Naranjito     | 3                    | Changos de Naranjito    | 3          |            |            |  |  |        |                       |        |
|  | 3                |                          |                          |                      | Changos de Naranjito    | 3          |            |            |  |  |        |                       |        |
|  | 6                | Guayacanes de Guayanilla | 0                        |                      |                         |            |            |            |  |  |        |                       |        |

### Sezione B

#### Regular season

##### Classifica
| Pos. | Squadra              | Pt | G  | V  | P  | SV | SP | Ratio | PF | PS | Ratio |
| ---- | -------------------- | -- | -- | -- | -- | -- | -- | ----- | -- | -- | ----- |
| 1    | Leones de Ponce      | 42 | 24 | 21 | 3  |    |    |       |    |    |       |
| 2    | Criollos de Caguas   | 32 | 24 | 16 | 8  |    |    |       |    |    |       |
| 3    | Montañeses de Utuado | 26 | 24 | 13 | 11 |    |    |       |    |    |       |
| 4    | Cafeteros de Yauco   | 22 | 24 | 11 | 13 |    |    |       |    |    |       |
| 5    | Leñeros de Lares     | 20 | 24 | 10 | 14 |    |    |       |    |    |       |
| 6    | Gigantes de Adjuntas | 18 | 24 | 9  | 15 |    |    |       |    |    |       |
| 7    | Playeros de San Juan | 8  | 24 | 4  | 20 |    |    |       |    |    |       |

| Ai play-off promozione |

#### Play-off promozione

##### Tabellone
|  | Semifinali           | Semifinali           | Semifinali         |                    |                 | Finale          | Finale | Finale |  |
|  |                      |                      |                    |                    |                 |                 |        |        |  |
|  | Leones de Ponce      | Leones de Ponce      | 2                  |                    |                 |                 |        |        |  |
|  | Leones de Ponce      | Leones de Ponce      | 2                  |                    |                 |                 |        |        |  |
|  | Cafeteros de Yauco   | Cafeteros de Yauco   | 0                  |                    |                 |                 |        |        |  |
|  | Cafeteros de Yauco   | Cafeteros de Yauco   | 0                  |                    | Leones de Ponce | Leones de Ponce | 2      |        |  |
|  |                      |                      |                    |                    | Leones de Ponce | Leones de Ponce | 2      |        |  |
|  |                      |                      | Criollos de Caguas | Criollos de Caguas | 3               |                 |        |        |  |
|  | Criollos de Caguas   | Criollos de Caguas   | Criollos de Caguas | Criollos de Caguas | 3               | 2               |        |        |  |
|  | Criollos de Caguas   | Criollos de Caguas   |                    |                    |                 |                 |        |        |  |
|  | Montañeses de Utuado | Montañeses de Utuado | 0                  |                    |                 |                 |        |        |  |

### Spareggi promozione
|  | Gara di spareggio |                    |   |  |
|  |                   |                    |   |  |
|  | 1B                | Criollos de Caguas | 1 |  |
|  | 8A                | Bravos de Cidra    | 0 |  |

|  | Gara di spareggio |                     |   |  |
|  |                   |                     |   |  |
|  | 2B                | Leones de Ponce     | 0 |  |
|  | 7A                | Patateros de Sabana | 1 |  |